# Phường chèo Réunion
Phường chèo Réunion (Lalage newtoni) là một loài chim trong họ Campephagidae.